# Diócesis de Cajamarca
La diócesis de Cajamarca (en latín: Dioecesis Caiamarcensis) es una circunscripción eclesiástica de la Iglesia católica en Perú. Se trata de una diócesis latina, sufragánea de la arquidiócesis de Trujillo. Desde el 23 de octubre de 2021 su obispo es Isaac Circuncisión Martínez Chuquizana, de la Sociedad Clerical de los Misioneros de los Santos Apóstoles.

## Territorio y organización
La diócesis tiene 15 333 km² y extiende su jurisdicción sobre los fieles católicos de rito latino residentes en 8 provincias del departamento de Cajamarca: Cajabamba, Cajamarca, Celendín, Contumazá, Hualgayoc, San Marcos, San Miguel y San Pablo..
La sede de la diócesis se encuentra en la ciudad de Cajamarca, en donde se halla la Catedral de Santa Catalina.
En 2023 en la diócesis existían 42 parroquias.
Santuarios
- Santuario de Nuestra Señora de Fátima
- Santuario de Nuestra Señora de los Dolores
- Santuario de Nuestra Señora de la Virgen del Rosario

El Seminario Mayor "San José" se inició el 1 de mayo de 1911, fundado por el primer obispo de esta diócesis Francisco de Paula Grozo. Dirigido inicialmente por el clero diocesano, en 1925 su dirección fue confiada a la Congregación de Lazaristas hasta 1956, año en que nuevamente fue asumida la dirección al clero.

## Historia
La diócesis fue erigida el 6 de abril de 1908 con decreto Apostolicam sedem de la Congregación Consistorial, obteniendo el territorio de las diócesis de Chachapoyas y Trujillo (hoy arquidiócesis). Originalmente fue sufragánea de la arquidiócesis de Lima.
En 1912 cedió la provincia de Pataz en el departamento de La Libertad a la diócesis de Trujillo y adquirió la provincia de Hualgayoc.
El primer sínodo diocesano fue celebrado en 1938 por el obispo José Guillén.
El 23 de mayo de 1943 pasó a formar parte de la provincia eclesiástica de la arquidiócesis de Trujillo.
El 11 de enero de 1946 cedió otra porción de su territorio para la erección de la prefectura apostólica de San Francisco Javier (hoy vicariato apostólico de Jaén en Perú o San Francisco Javier) mediante la bula In Orbis Catholici del papa Pío XII. El 23 de enero de 1953 cedió a la misma prefectura apostólica la parte de la provincia de Jaén que había quedado bajo su jurisdicción, mediante el decreto Cum Excellentissimus de la Congregación de Propaganda Fide.
El 17 de diciembre de 1956 cedió otra porción de su territorio para la erección de la diócesis de Chiclayo mediante la bula Sicut materiam del papa Pío XII.
El 23 de octubre de 2021, el papa Francisco nombró Isaac C Martínez Chuquizana como obispo.

## Estadísticas
Según el Anuario Pontificio 2024 la diócesis tenía a fines de 2023 un total de 1 602 000 fieles bautizados.
| Año                                                                             | Población            | Población | Población      | Sacerdotes | Sacerdotes    | Sacerdotes    | Bautizados por sacerdote | Diáconos permanentes | Religiosos | Religiosos | Parroquias |
| Año                                                                             | Bautizados católicos | Total     | % de católicos | Total      | Clero secular | Clero regular | Bautizados por sacerdote | Diáconos permanentes | Varones    | Mujeres    | Parroquias |
| ------------------------------------------------------------------------------- | -------------------- | --------- | -------------- | ---------- | ------------- | ------------- | ------------------------ | -------------------- | ---------- | ---------- | ---------- |
| 1950                                                                            | 585 356              | 597 644   | 97.9           | 45         | 28            | 17            | 13 007                   |                      | 20         | 48         | 35         |
| 1959                                                                            | 414 359              | 417 859   | 99.2           | 37         | 30            | 7             | 11 198                   |                      | 21         | 56         | 23         |
| 1966                                                                            | ?                    | 419 837   | ?              | 39         | 30            | 9             | ?                        |                      | 19         | 81         | 24         |
| 1970                                                                            | 377 853              | 419 837   | 90.0           | 32         | 26            | 6             | 11 807                   |                      | 23         | 72         | 24         |
| 1976                                                                            | 462 528              | 481 727   | 96.0           | 28         | 22            | 6             | 16 518                   |                      | 14         | 55         | 24         |
| 1980                                                                            | 490 000              | 545 000   | 89.9           | 28         | 25            | 3             | 17 500                   |                      | 11         | 61         | 24         |
| 1990                                                                            | 550 000              | 610 000   | 90.2           | 38         | 33            | 5             | 14 473                   | 1                    | 12         | 87         | 27         |
| 1999                                                                            | 711 600              | 730 000   | 97.5           | 53         | 46            | 7             | 13 426                   |                      | 12         | 114        | 33         |
| 2000                                                                            | 733 292              | 750 492   | 97.7           | 54         | 45            | 9             | 13 579                   |                      | 16         | 167        | 36         |
| 2001                                                                            | 756 678              | 791 798   | 95.6           | 56         | 47            | 9             | 13 512                   |                      | 16         | 132        | 37         |
| 2002                                                                            | 759 343              | 797 425   | 95.2           | 51         | 42            | 9             | 14 889                   | 1                    | 16         | 142        | 37         |
| 2003                                                                            | 761 421              | 805 225   | 94.6           | 57         | 50            | 7             | 13 358                   | 1                    | 12         | 156        | 37         |
| 2004                                                                            | 780 330              | 815 435   | 95.7           | 56         | 50            | 6             | 13 934                   | 1                    | 11         | 162        | 37         |
| 2006                                                                            | 804 000              | 844 000   | 95.3           | 65         | 56            | 9             | 12 369                   |                      | 15         | 168        | 38         |
| 2013                                                                            | 1 238 361            | 1 340 565 | 92.4           | 81         | 72            | 9             | 15 288                   |                      | 15         | 132        | 38         |
| 2016                                                                            | 1 430 347            | 1 488 951 | 96.1           | 81         | 74            | 7             | 17 658                   |                      | 14         | 135        | 40         |
| 2019                                                                            | 1 517 945            | 1 671 368 | 90.8           | 70         | 62            | 8             | 21 684                   |                      | 16         | 142        | 42         |
| 2021                                                                            | 1 568 420            | 1 748 760 | 89.7           | 76         | 65            | 11            | 20 637                   |                      | 22         | 145        | 41         |
| 2023                                                                            | 1 602 000            | 1 786 000 | 89.7           | 66         | 55            | 11            | 24 272                   |                      | 12         | 151        | 42         |
| Fuente: Catholic-Hierarchy, que a su vez toma los datos del Anuario Pontificio. |                      |           |                |            |               |               |                          |                      |            |            |            |

## Episcopologio
- Francisco de Paula Groso † (21 de marzo de 1910-13 de marzo de 1928 falleció)
- Antonio Rafael Villanueva, O.F.M. † (5 de noviembre de 1928-2 de agosto de 1933 falleció)
- Giovanni Giuseppe Guillén y Salazar, C.M. † (21 de diciembre de 1933-16 de septiembre de 1937 falleció)
  - Sede vacante (1937-1940)
- Teodosio Moreno Quintana † (15 de diciembre de 1940-27 de junio de 1947 nombrado obispo de Huánuco)
- Pablo Ramírez Taboado, SS.CC. † (5 de septiembre de 1947-28 de enero de 1960 nombrado obispo de Huacho)
- Nemesio Rivera Meza † (28 de enero de 1960-8 de julio de 1961 renunció[nota 1])
- José Antonio Dammert Bellido † (19 de marzo de 1962-1 de diciembre de 1992 retirado)
  - Sede vacante (1992-1995)
- Ángel Francisco Simón Piorno (18 de marzo de 1995-4 de febrero de 2004 nombrado obispo de Chimbote)
- José Carmelo Martínez Lázaro, O.A.R. (12 de octubre de 2004-23 de octubre de 2021 renunció)
- Isaac Circuncisión Martínez Chuquizana, M.S.A., desde el 23 de octubre de 2021[8]